# Contea di Pengyang
La contea di Pengyang (彭阳县S, Péngyáng XiànP) è una contea della Cina, situata nella regione autonoma di Ningxia e amministrata dalla prefettura di Guyuan.